# USS K-1 (SS-32)
USS K-1 (SS-32) (izvorno USS Haddock) bila je prva američka podmornica klase K. 

## Povijest
Kobilica je položena 20. veljače 1912. (pod imenom USS Haddock) u brodogradilištu Fore River u Quincyju. Porinuta je 3. rujna 1913. i u operativnu uporabu primljena 17. ožujka 1914.

### Operativna uporaba
Nakon završetka šestomjesečne obuke K-1 se pridružila 4. Diviziji Atlatske Torpedne Flotile. New York napušta 9. listopada 1915. kako bi u blizini Key Westa provodila podvodnu obuku. Sljedeće tri godine nastavlja s djelovanjem uz Istočnu obalu SAD-a pritom pomažući razvoj novih podmorničarskih taktika.
New London napušta 12. listopada 1917. da bi petnaest dana kasnije stigla u Ponta Delgadu gdje je obavljala ophodne zadatke u blizini Azora. Tu ostaje do kraja rata štiteći savezničko brodovlje od površinskih napada i tražeći neprijateljske podmornice. Završetkom rata 11. studenog 1918. vraća se u Philadelphiju gdje nastavlja s djelovanjem u priobalju.
Od 1919. do 1923. krstari uz Atlantsku obalu od Nove Engleske do Floride pritom vršeći eksperimanetalne vježbe koje su uvelike ubrzale daljni razvoj američkih podmornica.
1. studenog 1922. stiže u Hampton Roads gdje ostaje do povlačenja iz službe 7. ožujka 1923. 25. lipnja 1931. prodana je kao staro željezo.